# Trondes
Trondes är en kommun i departementet Meurthe-et-Moselle i regionen Grand Est (tidigare regionen Lorraine) i nordöstra Frankrike. Kommunen ligger i kantonen Toul-Nord som tillhör arrondissementet Toul. År 2022 hade Trondes 521 invånare.

## Befolkningsutveckling
Antalet invånare i kommunen Trondes
| Referens: INSEE |